# Leo Gullotta
Salvatore Leopoldo Gullotta, detto Leo (Catania, 9 gennaio 1946), è un attore, doppiatore, comico e imitatore italiano.

## Biografia
Ultimo dei sei figli di Carmelo e Santina, fin da piccolo si è avvicinato al mondo dello spettacolo, facendo la comparsa al Teatro Massimo Bellini di Catania. Nella sua pluridecennale carriera di attore, Leo Gullotta ha recitato al cinema e in teatro in commedie e lavori drammatici e ha partecipato a numerosi sceneggiati e varietà per la televisione. Ha svolto inoltre l'attività di doppiatore.

Leo Gullotta nel 1979

Maturato un periodo di rodaggio sui palcoscenici del Campanella, del Carlino, del Puff, La Chanson, a partire dagli anni ottanta ha acquisito una crescente popolarità, non soltanto televisiva, come attore della compagnia del Bagaglino, per la quale ha realizzato molte parodie, prima fra tutte quella della signora Leonida.
Nel marzo 1995 dichiara la propria omosessualità al settimanale Rome gay. Ha raccontato la sua vita nell'autobiografia Mille fili d'erba. Ovvero: come vivere felici anche su questa terra, pubblicato nel 1998 da Di Renzo Editore. Nel 2010 ha festeggiato i cinquant'anni di attività artistica. Nel 2011 ha prodotto, insieme a Fabio Grossi, il film-documentario In arte Lilia Silvi ideato e diretto da Mimmo Verdesca, che racconta la vita e la carriera dell'ultima diva del cinema dei telefoni bianchi, Lilia Silvi. Il documentario ha vinto il Nastro d'argento 2012 per il Miglior Documentario dedicato al Cinema e ha partecipato con grande successo alla VI edizione del Festival internazionale del film di Roma, al BIF&ST 2012 e al 30º Valdarno Cinema Fedic dove ha vinto il premio della giuria "Giglio Fiorentino d'argento".
Nel marzo 2012 denuncia dalle pagine del quotidiano Leggo di essersi visto negare il ruolo di padre Pino Puglisi nell'omonima serie televisiva Rai in quanto omosessuale, per il dissenso di un alto dirigente dell'azienda. Nel 2013 ha prodotto insieme a Grossi (il quale ne ha diretto pure la regia) il docufilm Un sogno in Sicilia, girato a Catania, che affronta, attraverso le esperienze di quattro giovani attori impegnati nell'allestimento shakespeariano (in scena nel 2012 al Teatro Stabile di Catania), l'attuale situazione artistico-occupazionale giovanile.
Caratterista comico e drammatico apprezzato da pubblico e critica, viene diretto, tra gli altri, da Nanni Loy in Café Express (1980), Testa o croce (1982), Mi manda Picone (1983), con cui vince il Nastro d'argento al migliore attore non protagonista, nel recita in e in Scugnizzi (1989); da Giuseppe Tornatore nei film Il camorrista (1986), con cui ottiene il David di Donatello per il miglior attore non protagonista, Nuovo Cinema Paradiso (1989; premio Oscar al miglior film straniero), L'uomo delle stelle (1995), Baarìa (2009); da Marco Di Tillo in Operazione pappagallo (1988); da Lorenzo Onorati in L'insegnante di violoncello (1989); da Maurizio Zaccaro in Il carniere (1997) e Un uomo perbene (1999), che gli valgono altri due David come miglior interprete non protagonista.
Presente anche nei film di Ricky Tognazzi La scorta (1993) e Il padre e lo straniero (2010), nelle commedie Selvaggi (1995) e In questo mondo di ladri (2004) di Carlo Vanzina, e nel drammatico Vajont (2001), per la regia di Renzo Martinelli, per il quale vince il Ciak d'oro e il Nastro d'argento al migliore attore non protagonista e viene nuovamente candidato al David di Donatello e lavora con Ficarra e Picone per il cinema ne L'ora legale e nella serie di successo su Netflix Incastrati.
Ha spesso svolto anche l'attività di doppiatore, dando voce, tra gli altri, a Burt Young nel film Rocky, a Joe Pesci in C'era una volta in America, Moonwalker e in Mio cugino Vincenzo e a Roman Polański in Una pura formalità. Sua è la voce del computer Edgar nel film Electric Dreams e del robot Numero 5 nel film Corto circuito. Ha collaborato inoltre alle versioni italiane di due episodi di Scuola di polizia (il III e il IV), in cui doppiava il personaggio di Zed (Bobcat Goldthwait).
Doppia il mammuth Manfred, uno dei protagonisti della saga d'animazione L'era glaciale (tranne nel quarto e nel quinto film nei quali viene sostituito da Filippo Timi).
Nel 2012 doppia Woody Allen nel film To Rome with Love. Il binomio si è ripetuto nei film Gigolò per caso, Café Society e nella miniserie prodotta da Amazon Prime Crisi in sei scene.

## Vita privata
Apertamente gay, non rivelò pubblicamente il suo orientamento sessuale fino al 1995. Dopo averlo svelato, fu scartato da una fiction. Nel 2019 si è unito civilmente con il suo compagno, Fabio Grossi, dopo una relazione iniziata nel 1980.

## Filmografia

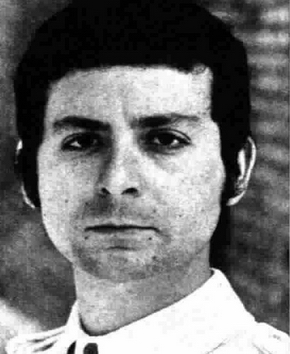
Leo Gullotta in Nuovo Cinema Paradiso (1988)

### Cinema
- Lo voglio maschio, regia di Ugo Saitta (1971)
- Maria Rosa la guardona, regia di Marino Girolami (1973)
- La soldatessa alla visita militare, regia di Nando Cicero (1977)
- Ride bene... chi ride ultimo, regia di Pino Caruso (1977)
- Squadra antitruffa, regia di Bruno Corbucci (1977)
- Rock'n'roll, regia di Vittorio De Sisti (1978)
- Café Express, regia di Nanni Loy (1980)
- Stark System, regia di Armenia Balducci (1980)
- La donna giusta, regia di Paul Williams (1980)
- I carabbinieri, regia di Francesco Massaro (1981)
- L'onorevole con l'amante sotto il letto, regia di Mariano Laurenti (1981)
- I carabbimatti, regia di Giuliano Carnimeo (1981)
- L'esercito più pazzo del mondo, regia di Marino Girolami (1981)
- Teste di quoio, regia di Giorgio Capitani (1981)
- Il paramedico, regia di Sergio Nasca (1982)
- Una di troppo, regia di Pino Tosini (1982)
- Spaghetti House, regia di Giulio Paradisi (1982)
- Sturmtruppen 2 - Tutti al fronte, regia di Salvatore Samperi (1982)
- Testa o croce, regia di Nanni Loy (1982)
- Mi manda Picone, regia di Nanni Loy (1983)
- Giuseppe Fava: Siciliano come me, regia di Vittorio Sindoni – film documentario (1984)
- Mezzo destro mezzo sinistro - 2 calciatori senza pallone, regia di Sergio Martino (1985)
- Simbad il marinaio di Pai Sandor (1985)
- Il Bi e il Ba, regia di Maurizio Nichetti (1986)
- Il camorrista, regia di Giuseppe Tornatore (1986)
- Grandi magazzini, regia di Castellano e Pipolo (1986)
- Italiani a Rio, regia di Michele Massimo Tarantini (1987)
- Animali metropolitani, regia di Steno (1987)
- Tango blu, regia di Alberto Bevilacqua (1987)
- Operazione pappagallo, regia di Marco Di Tillo (1988)
- Nuovo Cinema Paradiso, regia di Giuseppe Tornatore (1988)
- Scugnizzi, regia di Nanni Loy (1989)
- L'insegnante di violoncello, regia di Lorenzo Onorati (1989)
- Sinbad of the Seven Seas, regia di Enzo G. Castellari e Tim Kincaid (1989)
- Nel giardino delle rose, regia di Luciano Martino (1990)
- Stanno tutti bene, regia di Giuseppe Tornatore (1990)
- Gole ruggenti, regia di Pier Francesco Pingitore (1992)
- Pacco, doppio pacco e contropaccotto, regia di Nanni Loy (1992)
- La scorta, regia di Ricky Tognazzi (1993)
- Agnieszka, regia di Diego Febbraro (1993)
- Uomini uomini uomini, regia di Christian De Sica (1995)
- Carogne - Ciro and me, regia di Enrico Caria (1995)
- L'uomo delle stelle, regia di Giuseppe Tornatore (1995)
- Palla di neve, regia di Maurizio Nichetti (1995)
- Selvaggi, regia di Carlo Vanzina (1995)
- Bruno aspetta in macchina, regia di Duccio Camerini (1996)
- Io, tu e tua sorella, regia di Salvatore Porzo (1996)
- 3, regia di Christian De Sica (1996)
- Una donna in fuga, regia di Roberto Rocco (1996)
- La scatola magica, regia di Federico Bruno (1996)
- Il carniere, regia di Maurizio Zaccaro (1997)
- Gli inaffidabili, regia di Jerry Calà (1997)
- Simpatici & antipatici, regia di Christian De Sica (1998)
- Oltremare - Non è l'America, regia di Nello Correale (1998)
- Un uomo perbene, regia di Maurizio Zaccaro (1999)
- Scarlet Diva, regia di Asia Argento (2000)
- Territori d'ombra, regia di Paolo Modugno (2000)
- Vajont, regia di Renzo Martinelli (2001)
- Per finta e per amore, regia di Marco Mattolini (2003)
- In questo mondo di ladri, regia di Carlo Vanzina (2004)
- Incidenti, regia di Miloje Popovic, Alos Ramon Sanchez, Toni Trupia (2005)
- Guardiani delle nuvole, regia di Luciano Odorisio (2005)
- Fatti della banda della Magliana, regia di Daniele Costantini (2005)
- Monógamo sucesivo, regia di Pablo Basulto (2005)
- Trapani Clip Art, regia di Sandro Giupponi – documentario (2008)
- Baarìa, regia di Giuseppe Tornatore (2009)
- Il Piccolo, regia di Maurizio Zaccaro – documentario (2009)
- Il padre e lo straniero, regia di Ricky Tognazzi (2010)
- Lo chiamavano Zecchinetta, regia di Nicola Palmeri – documentario (2010)
- Giuseppe Tornatore - Ogni film un'opera prima, regia di Luciano Barcaroli e Gerardo Panichi – documentario (2012)
- Un sogno in Sicilia, regia di Fabio Grossi – docufilm (2013)
- Un intellettuale in borgata, regia di Enzo De Camillis (2014)
- I Siciliani, regia di Francesco Lama – documentario (2016)
- L'ora legale, regia di Ficarra e Picone (2017)
- Sono solo fantasmi, regia di Christian De Sica e Brando De Sica (2019)
- Il delitto Mattarella, regia di Aurelio Grimaldi (2020)
- Quel posto nel tempo, regia di Giuseppe Alessio Nuzzo (2022)
- So tutto di te, regia di Roberto Lipari (2023) – su Amazon Prime Video
- Per il mio bene, regia di Mimmo Verdesca (2024)
- Raqmar, regia di Aurelio Grimaldi (2025)

### Televisione
- Mastro Don Gesualdo, regia di Giacomo Vaccari (1964)
- L'aria del continente (edizione televisiva realizzata dal Teatro Stabile di Catania per il centenario della nascita di Nino Martoglio), regia teatrale di Turi Ferro, regia televisiva di Marcello Sartarelli (1970)
- Il commissario De Vincenzi (Rai 1) (1º episodio "Il candelabro a sette fiamme"), regia di Mario Ferrero (1974)
- Qui squadra mobile (Rai 1), 2 episodi, regia di Anton Giulio Majano (1973-1976)
- I ragazzi di celluloide, regia di Sergio Sollima (1981)
- Le storie di Mozziconi, regia di Paolo Fabbri – serie di 12 telefilm (1983)
- I ragazzi di celluloide 2, regia di Sergio Sollima (1984)
- Il camorrista - La serie (Amazon Prime Video), regia di Giuseppe Tornatore – serie TV (1985, inedita fino al 2025)
- Che fai, ridi? (Rai 3) (1986)
- La famiglia Brandacci (Italia 1), regia di Sergio Martino – serie di telefilm (1987)
- Guerra di spie, regia di Duccio Tessari (1988)
- Il ricatto (Canale 5), regia di Tonino Valerii (1989)
- Il ricatto 2 (Canale 5), regia di Vittorio De Sisti (1991)
- A che punto è la notte (Rai 2), regia di Nanni Loy (1994)
- Ladri si nasce (Canale 5), regia di Pier Francesco Pingitore (1997)
- Nei secoli dei secoli (Canale 5), episodio "Il mappamondo", regia di Marcello Cesena (1997)
- Mamma per caso (Rai 1), 4 puntate, regia di Sergio Martino (1997)
- La missione, 2 puntate, regia di Maurizio Zaccaro (1997)
- Dio ci ha creato gratis (Canale 5), 2 episodi, regia di Angelo Antonucci (1998)
- Leo e Beo (Canale 5), voce del cane "Beo", regia di Rossella Izzo (1998)
- Le ragazze di Piazza di Spagna (Rai 2), regia di Luciano Emmer (1998)
- Ladri si diventa (Canale 5), regia di Fabio Luigi Lionello (1998)
- La madre inutile (Rai 2), regia di José María Sánchez (1998)
- Cristallo di rocca - Una storia di Natale (Canale 5), regia di Maurizio Zaccaro (1999)
- Operazione Odissea (Canale 5), regia di Claudio Fragasso (1999)
- Villa Ada (Canale 5), regia di Pier Francesco Pingitore (1999)
- Gioco di specchi, regia di José María Sánchez (2000)
- La casa delle beffe (Canale 5), regia di Pier Francesco Pingitore (2000)
- Cuore, regia di Maurizio Zaccaro (2001)
- Onora il padre (Rete 4), regia di Gianpaolo Tescari (2002)
- Al di là delle frontiere (Rai 1), regia di Maurizio Zaccaro (2004)
- O la va, o la spacca (Canale 5), regia di Francesco Massaro (2004)
- Il cuore nel pozzo (Rai 1), regia di Alberto Negrin (2005)
- Il bell'Antonio (Rai 1), regia di Maurizio Zaccaro (2005)
- Domani è un'altra truffa (Canale 5), regia di Pier Francesco Pingitore (2006)
- La stella dei re (Rai 1), regia di Fabio Jephcott (2007)
- Di che peccato sei? (Canale 5), regia di Pier Francesco Pingitore (2007)
- Catturandi - Nel nome del padre – miniserie TV (2016)
- Incastrati – serie TV, 3 episodi (2022-2023)

### Cortometraggio
- Il parco, regia di Georg Brintrup (1973)
- Giro Tondo, regia di Antonello De Leo (1994)
- La scatola magica, regia di Federico Bruno (1996)
- Una gioia involontaria, regia di Simona Izzo (1998)
- Turno di notte, regia di Carmen Giardina (2003)
- Il naso, regia di Pietro Sussi (2006)
- La sigaretta, regia di Cristiano Celeste (2007)
- Oggi è il giorno di festa, regia di Giovanni Prisco (2015)
- Lettera a mia figlia, regia di Giuseppe Alessio Nuzzo (2016)
- Vecchio, regia di Marco Coppola (2023)

## Teatro
- Morti senza tomba di Jean-Paul Sartre (1960)
- Questa sera si recita a soggetto di Luigi Pirandello, regia di Giuseppe Di Martino (1963)
- L'imbecille di Luigi Pirandello, regia di Cosimo Fricelli (1963)
- Il giorno della civetta di Leonardo Sciascia e Giancarlo Sbragia, regia di Mario Landi (1963)
- Il villaggio Stepànčikovo di Fëdor Dostoevskij, regia di Edmo Fenoglio (1964)
- Lu surdatu vantaloru (da Plauto) di Turi Ferro e Romano Bernardi, regia di Turi Ferro (1965)
- L'isola dei pupi di Renzino Barbera, Gerardo Farkas e Turi Ferro, regia di Turi Ferro (1965)
- Zio Vanja di Anton Čechov, regia di Edmo Fenoglio (1965)
- Sei personaggi in cerca d'autore di Luigi Pirandello, regia di Edmo Fenoglio (1966)
- Un certo giorno di un certo anno in Aulide di Vico Faggi, regia di Giuseppe Di Martino (1966)
- L'avaro di Molière, regia di Umberto Benedetto (1966)
- Molto rumore per nulla di William Shakespeare, regia di Alessandro Brissoni (1966)
- Il malato immaginario di Molière, regia di Umberto Benedetto (1967)
- Cronaca di un uomo di Giuseppe Fava, regia di Romano Bernardi (1967)
- Yerma di Federico García Lorca, regia di Mario Ferrero (1967)
- Il matrimonio del signor Mississippi di Friedrich Dürrenmatt, regia di José Quaglio (1968)
- Enrico IV di Luigi Pirandello, regia di José Quaglio (1968)
- Il valzer del defunto signor Giobatta di Ermanno Carsana, regia di Romano Bernardi (1968)
- Turchetta ovvero la commedia degli scambi di Giovanni Guaita, regia di Giacomo Colli (1968)
- Le vacche grasse (da I giovenchi di Ermanno Carsana e Gli integrati di Roberto Mazzucco), regia di Romano Bernardi (1968)
- I Viceré di Federico De Roberto, regia di Franco Enriquez (1969)
- Recitazione della controversia di Leonardo Sciascia, regia di Franco Enriquez (1970)
- La violenza di Giuseppe Fava, regia di Romano Bernardi (1970)
- L'aria del continente di Nino Martoglio, regia di Turi Ferro (1970)
- Don Giovanni involontario di Vitaliano Brancati, regia di Romano Bernardi (1970)
- Il soldato Tanaka di Georg Kaiser, regia di Alberto Gagnarli (1970)
- Fando e Lis di Fernando Arrabal, regia di Romano Bernardi (1971)
- Il caso di Sara T. di Nicola Saponaro, regia di Romano Bernardi (1971)
- O papà, povero papà, la mamma ti ha appeso nell'armadio e io mi sento così triste di Arthur Kopit, regia di Romano Bernardi (1971)
- Macbeth di William Shakespeare, regia di Franco Enriquez (1971)
- La morte di Danton di Georg Büchner, regia di Romano Bernardi (1971)
- Aragoste di Sicilia di Gianni Grimaldi e di Bruno Corbucci, regia di Emilio Marchesini (1971)
- Magia Rossa di Nichel De Ghelderode, regia di Emilio Marchesini (1972)
- Addio giovinezza di Sandro Camasio e Nino Oxilia, regia di Emilio Marchesini (1972)
- La patente di Luigi Pirandello, regia di Romano Bernardi (1972)
- Viva gli sposi di Aldo Nicolaj, regia di Romano Bernardi (1972)
- Il cuore sbagliato di Tony Zermo, regia di Romano Bernardi (1972)
- L'impresario delle Smirne di Carlo Goldoni, regia di Giancarlo Cobelli (1973)
- Vita e morte di Cola di Rienzo (liberamente tratto dalla Vita di Cola di Rienzo dell'Anonimo Romano) di Enzo Siciliano, regia di Alessandro Giupponi (1973)
- Don Giovanni in Sicilia di Vitaliano Brancati, regia di Nino Mangano (1974)
- Roma 335 di Carlo Bernari, regia di Giorgio Ferrara (1974)[12]
- Ma che c'è... Fregoli?! di Sergio D'Ottavi e G. Verde (1975)[13]
- Pasquino, lingua tajente onor de popolino di Franco Mercuri, I Topi di Ponte (Ventimiglia, Grego, Giordano), Lando Fiorini, regia di Franco Mercuri (1976)[14][15]
- Opera buffa (da Il proboviro) di Giuseppe Fava (1977)
- Portobrutto di Mario Amendola e Bruno Corbucci (1977)
- Sciampo di Enzo Di Pisa e Michele Guardì (monologo cabarettistico) (1978)
- Taliettà di Giordano, Greco, Ventimiglia (1979)
- Metropolitana di Giordano, Greco, Ventimiglia (1979)
- My fair Minnie, regia di Mario Castellacci e Pier Francesco Pingitore (1980)
- Hello Dollar!, regia di Mario Castellacci e Pier Francesco Pingitore (1981)
- Parlami d'amore TV, regia di Pier Francesco Pingitore (1983)
- La rosa di zolfo di Antonio Aniante, regia di Romano Bernardi (1983)
- Due in cabaret... più 2 di Giordano Greco e Ventimiglia (1984)
- Stichus di Plauto, versione della Scuola di Teatro dell'INDA sotto la direzione di Gianna Petrone, Teatro di Segesta, regia di Gian Carlo Sammartano (1985)
- Quirinal Tango, regia di Pier Francesco Pingitore (1985)
- Sederini Famosi, regia di Pier Francesco Pingitore (1986)
- Buonanotte Bettino, regia di Pier Francesco Pingitore (1986)
- Biberao, regia di Pier Francesco Pingitore (1988)
- Miti e de Miti, regia di Pier Francesco Pingitore (1988)
- Kekkasino, regia di Pier Francesco Pingitore (1990)
- Vaudeville di Giuseppe Navello, regia di Beppe Navello (1991)
- Il signor Popkin di Murray Schisgal, regia di Patrick Rossi Gastaldi (1991)
- La vedova allegra di Franz Lehár, direttore d'orchestra Cristopher Franklin, regia di Gino Landi (operetta) (2002)[16]
- Il Barbiere di Siviglia di Gioachino Rossini, direttore d'orchestra e regia di Gianluigi Gelmetti (opera lirica) (2003)[17]
- Lapilli, suoni e voci dall'isola di Fabio Grossi (2003)
- Gadda 70 anni dopo in Abruzzo curato da Errico Centofanti, regia di Fabio Grossi (2004)
- Senza perdere la tenerezza di Paco Ignacio Taibo II, voce narrante, spettacolo curato da Fabio Grossi (2004)
- L'uomo, la bestia e la virtù di Luigi Pirandello, regia di Fabio Grossi (2005)
- Face à face - Parole di Francia per scene d'Italia, reading con la regia di Fabio Grossi (2007)[18]
- La città e l'isola, testi e cura di Gianfranco Goretti e Tommaso Giartosio (2007)[19]
- GENDer GANGup Here, lettura del testo teatrale di Fabio Grossi (liberamente tratto da Spettri di Henrik Ibsen), regia di Fabio Grossi (2008)
- Il piacere dell'onestà di Luigi Pirandello, regia di Fabio Grossi (2008)
- La caduta di Albert Camus, riduzione teatrale e regia di Roberto Levante (voce) (2009)[20]
- Minnazza - Letture tra i miti e le pagine di Sicilia di Fabio Grossi e Francesco di Marco, regia di Fabio Grossi (2009)
- Le allegre comari di Windsor di William Shakespeare, regia di Fabio Grossi (2010)
- Sogno di una notte di mezza estate di William Shakespeare, regia di Fabio Grossi (2012)
- Carnivaldraghi, spettacolo di marionette, regia di Alessandro Accettella e Gianni Silano (voce) (2013)[21]
- Prima del silenzio di Giuseppe Patroni Griffi, regia di Fabio Grossi (2013)
- Spirito allegro di Noël Coward, regia di Fabio Grossi (2015)
- Pensaci Giacomino di Luigi Pirandello, regia di Fabio Grossi (2018)
- Bartleby lo scrivano (dal racconto di Hermann Melville), regia di Emanuele Gamba (2019)
- In ogni vita la pioggia deve cadere di Fabio Grossi, regia di Fabio Grossi (2024)[11]

## Programmi televisivi
- Dove sta Zazà (Programma Nazionale, 1973), regia di Antonello Falqui
- Se... (Rete 2, 1976), programma-inchiesta di Luigi Costantini[22][23]
- Black Out, 6 puntate (Rete 1, 1980), regia di Giancarlo Nicotra
- Sotto le stelle n. 3 (Rai 1, 1983), regia di Giancarlo Nicotra
- Polvere di pitone, 4 puntate (Rai 3, 1984), regia di Luciano Capponi
- Sogni di gloria, 2 puntate (Rai 3, 1986), regia di Pier Francesco Pingitore
- Per chi suona la campanella, 6 puntate (Rai 2, 1987), regia di Pier Francesco Pingitore
- Porto Matto (Rai 1, 1987), regia di Adolfo Lippi
- Biberon, 13 puntate (Rai 1, 1987), regia di Pier Francesco Pingitore
- Miti e de miti (Rai 1, 1988), regia di Pier Francesco Pingitore
- Europa Europa (Rai 1, 1988), regia di Luigi Bonori - partecipazione
- Biberon n. 2, 18 puntate (Rai 1, 1988), regia di Pier Francesco Pingitore
- Biberon a Venezia (Rai 1, 1989), regia di Pier Francesco Pingitore
- Biberon n. 3, 9 puntate (Rai 1, 1990), regia di Pier Francesco Pingitore
- La festa della mamma (Rai 1, 1991)
- Crème Caramel, 10 puntate (Rai 1, 1991), regia di Pier Francesco Pingitore
- Crème caramel n. 2, 11 puntate (Rai 1, 1991-1992), regia di Pier Francesco Pingitore
- Saluti e baci, 12 puntate (Rai 1, 1993), regia di Pier Francesco Pingitore
- Saluti e baci (fiction, opera e operetta), 3 puntate (Rai 1, 1993), regia di Pier Francesco Pingitore
- Bucce di banana di fine anno, 1 puntata (Rai 1, 1993), regia di Pier Francesco Pingitore
- Bucce di banana, 8 puntate (Rai 1, 1994), regia di Pier Francesco Pingitore
- Bucce di banana Speciale, 5 puntate (Rai 1, 1994), regia di Pier Francesco Pingitore
- Champagne (Canale 5, 1995), regia di Pier Francesco Pingitore
- Rose rosse (Canale 5, 1996), regia di Pier Francesco Pingitore
- Viva l'Italia (Canale 5, 1997), regia di Pier Francesco Pingitore
- Viva Le Italiane (Canale 5, 1997), regia di Pier Francesco Pingitore
- Gran caffè (Canale 5, 1998), regia di Pier Francesco Pingitore
- Il ribaldone (Canale 5, 1999), regia di Pier Francesco Pingitore
- BuFFFoni (Canale 5, 2000), regia di Pier Francesco Pingitore
- Saloon (Canale 5, 2001), regia di Pier Francesco Pingitore (la compagnia de Il Bagaglino si trasferisce allo Studio 10 di Cinecittà)
- Marameo (Canale 5, 2002), regia di Pier Francesco Pingitore
- Mi consenta (Canale 5, 2003), regia di Pier Francesco Pingitore
- Barbecue (Canale 5, 2004), regia di Pier Francesco Pingitore
- Trenta ore per la vita - Un giorno nella vita (Rai 2, 2004)[24]
- Tele fai da te (Canale 5, 2005), regia di Pier Francesco Pingitore
- Nanni Loy, regista per caso (Raisat, 2005), regia di Carmen Giordano e Stefano Porru (film-documento)
- Striscia la notizia, regia di Antonio Ricci (Canale 5, 2005) - due puntate
- Torte in faccia (Canale 5, 2005-2006), regia di Pier Francesco Pingitore
- E io pago.. (Canale 5, 2007), regia di Pier Francesco Pingitore
- Gabbia di matti (Canale 5, 2008), regia di Pier Francesco Pingitore
- Centocinquanta, (Rai 1, 2011), regia di Cristiano D'Alisera
- Un intellettuale in borgata, regia di Enzo De Camillis – documentario Rai (2013)
- Techetechete' (Rai 1, 2015) – puntata 53

## Doppiaggio

### Cinema
- Joe Pesci in C'era una volta in America, Moonwalker, Mio cugino Vincenzo, The Irishman
- Burt Young in Rocky, Ultimi bagliori di un crepuscolo, Spiaggia di sangue
- Woody Allen in To Rome with Love, Gigolò per caso, Café Society, Crisi in sei scene
- Christian Clavier in I visitatori, Asterix & Obelix contro Cesare
- Bobcat Goldthwait in Scuola di polizia 2 - Prima missione, Scuola di polizia 4 - Cittadini in... guardia
- Gary Allen in Sentinel
- Eddie Collins in La più grande avventura
- Michael Pergolani in Quel maledetto treno blindato
- Paul Sorvino in Ballando lo slow nella grande città
- Barry Purchese in Marlowe indaga
- Tuccio Musumeci in Bello di mamma
- Sandro Ghiani in Il bisbetico domato
- Peter Riegert in Local Hero
- Vincent Schiavelli in Amadeus
- Gregory Hines in Cotton Club
- Tilo Prückner in La storia infinita
- John Wilmot in Corda tesa
- Tim Blaney in Corto circuito
- Tony Shalhoub in Una vita quasi perfetta
- Patrick Timsit in La crisi!
- Roman Polański in Una pura formalità
- Mark Hammer in Il bacio della morte
- Steve Zahn in Il dottor Dolittle 2
- Paul Giamatti in Planet of the Apes - Il pianeta delle scimmie
- Benoît Poelvoorde in In fuga col cretino
- Eddie Izzard in 5 bambini & It

### Film d'animazione
- Manfred in L'era glaciale, L'era glaciale 2 - Il disgelo, L'era glaciale 3 - L'alba dei dinosauri, L'era Natale e L'era glaciale - Le avventure di Buck
- Mr. Big in Zootropolis
- Tigre in Fievel sbarca in America
- Basilio il Gatto ne Le avventure di Pinocchio / Pinocchio e la chiave d'oro (ridoppiaggio 1999)[25]
- Sluggard in Il principe dei dinosauri
- Alfio il pesciolino in Lezioni di mare[26]
- Salvatore in Giovanni e Paolo e il mistero dei pupi[27]
- Padre Pino Puglisi in La missione di 3P[28]
- Giovanni ne La stella di Andra e Tati

### Televisione
- Jeremy Sinen in Ritorno a Brideshead
- Gérard Jugnot in Alì Babà e i 40 ladroni
- Woody Allen in Crisi in sei scene

### Serie animate
- Yattaran in Capitan Harlock
- Beo in Leo e Beo
- Hans Glix in Team America: World Police

### Prosa teatrale
- Enn Reitel in Il mercante di Venezia
- Ron Cook in Enrico VI
- Tim Wylton in Enrico V

## Televisione
In televisione ha lavorato in diverse serie, come Cuore (2001), tratta dal romanzo di Edmondo De Amicis e diretta da Maurizio Zaccaro, La missione (1998) di Maurizio Zaccaro,  Operazione Odissea (1999) di Rossella Drudi e Claudio Fragasso, Il bell'Antonio (2005) di Maurizio Zaccaro, Il cuore nel pozzo (2005), diretta da Alberto Negrin, e Incastrati (2022) di Ficarra e Picone, e in alcuni film per la TV come Cristallo di rocca - Una storia di Natale (1997), sempre di Zaccaro. Inoltre, appare periodicamente in televisione con gli spot di Condorelli, azienda dolciaria di cui è ormai da tanti anni storico testimonial.

## Teatro
Gli esordi risalgono agli inizi degli anni sessanta, quando, ancora adolescente, Gullotta legge un pezzo dell'Adelchi di Alessandro Manzoni durante un provino, al Centro Universitario Teatrale (C.U.T.) di Catania. Incomincia così a recitare per lo Stabile di Catania, dove lavora per dieci anni accanto a grandi maestri come Ave Ninchi, Salvo Randone e Turi Ferro.
Sempre per il Teatro Stabile e l'Università di Catania nel 1992 interpreta il ruolo e i personaggi di Luigi Pirandello con Ottavio Rosati nel ruolo di Jacob Levi Moreno, padre dello psicodramma, in Fantasmi scritto e diretto da Ezio Donato.
Tra i numerosi spettacoli teatrali in cui ha preso parte, ricordiamo: La rosa di zolfo, Stichus, Vaudeville, Il signor Popkin, La vedova allegra, Il barbiere di Siviglia, Lapilli, Gadda 70 anni dopo in Abruzzo, Senza perdere la tenerezza, Minnazza - Letture tra i miti e le pagine di Sicilia (la regia dello spettacolo è di Fabio Grossi, mentre gli scritti da cui sono tratte le letture sono di Giovanni Meli, Tomasi di Lampedusa, Luigi Pirandello, Luigi Capuana, Pippo Fava, Ignazio Buttitta, Andrea Camilleri), L'uomo, la bestia e la virtù, Il piacere dell'onestà, Le allegre comari di Windsor.
Questi ultimi spettacoli, prodotti dal Teatro Eliseo di Roma, con la regia di Fabio Grossi, sono stati tra i maggiori incassi del teatro italiano degli ultimi anni. Nel 2013 interpreta, con altrettanto grande successo, il ruolo di Bottom nel Sogno di una notte di mezza estate, sempre con la fedele regia di Fabio Grossi ma, questa volta, prodotto dal Teatro Stabile di Catania. Nella stagione 2013/2014 è nuovamente in scena al Teatro Eliseo con lo spettacolo Prima del Silenzio di Giuseppe Patroni Griffi, con la fedele regia di Fabio Grossi e prodotto dal Teatro Eliseo. Nel 2016 porta in scena Spirito allegro di Noël Coward e nel 2018 Pensaci, Giacomino! di Luigi Pirandello sempre diretti da Fabio Grossi.

## Altre attività
- È stato voce narrante di Il grande spettacolo dell'acqua. Gerardo Maiella, il santo del popolo a Monteverde (AV), nell'oasi naturalistica del Lago di San Pietro, dal 2006 al 2013.
- Nel 2009 canta in duetto con Aida Satta Flores il brano A cuore nudo (Premio della Critica e Premio Miglior Musica al Festival degli Autori di Sanremo), nei panni di un antico banditore.

## Parodie
Gullotta, nelle varie trasmissioni televisive in cui ha collaborato con la compagnia del Bagaglino, si è spesso esibito imitando noti personaggi femminili dello spettacolo. Tra le sue imitazioni più divertenti e apprezzate dal pubblico, citiamo quelle di:
- Maria De Filippi
- Raffaella Carrà
- Gina Lollobrigida
- Elizabeth Taylor
- Rosanna Cancellieri
- Sandra Milo
- Susan Flannery (con la parodia del suo personaggio di Beautiful Stephanie Forrester)
- Camilla Shand
- Inés Sastre
- Alessia Marcuzzi
- Laura Bush

## Riconoscimenti
- David di Donatello[34]
  - 1987 – Miglior attore non protagonista per Il camorrista
  - 1993 – Candidatura al miglior attore non protagonista per La scorta
  - 1997 – Miglior attore non protagonista per Il carniere
  - 2000 – Miglior attore non protagonista per Un uomo perbene
  - 2002 – Candidatura al miglior attore non protagonista per Vajont
  - 2010 – Candidatura al miglior attore non protagonista (con il resto del cast) per Baaria

- Nastro d'argento[35]
  - 1983 – Candidatura al miglior attore non protagonista per Spaghetti House
  - 1984 – Miglior attore non protagonista per Mi manda Picone
  - 1994 – Candidatura al miglior attore non protagonista per La scorta
  - 2000 – Candidatura al miglior attore non protagonista per Un uomo perbene
  - 2002 – Miglior attore non protagonista per Vajont
  - 2010 – Targa speciale per i 50 anni di carriera
  - 2016 – Premio speciale 70 anni del premio[36]

- Ciak d'oro
  - 2002 – Miglior attore non protagonista per Vajont[37]

- Globo d'oro
  - 2000 – Miglior attore per Un uomo perbene[38]

### Altri premi
- 1986 - Premi Taormina per il Teatro "Biglietto d'oro AGIS-BNL"[39]
- 1993 - Premio letterario internazionale ''Nino Martoglio''
- 1995 - Premio Flaiano per l'interpretazione[40]
- 2005 - Oscar tv - Premio Regia Televisiva 2005 per la fiction Il cuore nel pozzo[41]
- 2005 - Premio internazionale ''Gino Tani'' alla carriera[42]
- 2006 - Chioma di Berenice alla Carriera[43]
- 2008 - Premio ''Turi Ferro''[44]
- 2009 - Premio Persefone per il Teatro in Televisione[45]
- 2010 - Premio Flaiano per l'interpretazione[46]
- 2011 - Arlecchino d'oro[47]
- 2011 - Premio speciale "Galeone d'oro" al Premio Nazionale Letterario Pisa[48]
- 2011 - Premio Speciale Vittorini - Premio alla carriera[49]
- 2014 - Premio speciale alla carriera "Angelo Musco"[50]
- 2016 - Taobuk Award for "Una vita per l'arte"[51]
- 2018 - Premio letterario internazionale ''Nino Martoglio''[52]
- 2019 - Premio Charlot Teatro[53]
- 2020 - Pellicola d’oro alla carriera[54]

## Doppiatori italiani
- Michele Gammino in Squadra antitruffa

## Spot pubblicitari
- Torroncini Condorelli
- Banca di Credito Cooperativo - Il teatrino della finanza (2006)[55]
- Bievisan - Integratori della salute (2018)
- Ignis elettrodomestici anni '70

## Radio
- Vincenzo Bellini in Donizetti (Radio Rai), regia di Marco Visconi (1974)[56][57]
- Prima di dormir bambina (Rai Radio Uno) (1979)
- Pagine, Le fiabe d'autore, 10 puntate, lettura de La contadina furba di Italo Calvino; Il Gelo, da antiche fiabe russe di Afanesjev; Fu a Natale nel 1947 di Giovanni Guareschi; La natura umana di Roberto Salvadori; ecc. (Rai Radio Tre) (1996)[58]
- Rodolfo Valentino, regia di Idalberto Fei, sceneggiato (Rai Radio Due) (2004)
- La Storia in giallo, stagione 2003-2004, episodio "Il massacro della Guyana", regia di Francesco Pannofino (Rai Radio Tre) (2004)

## Opere

### Libri[59]
- Mille fili d'erba, 1998
- La serietà del comico, 2022, con Andrea Ciaffaroni

### Audiolibri
- La patente, Nell'albergo è morto un tale e La giara di Luigi Pirandello, edizioni Full Color Sound srl, Roma, 2013
- Il lungo viaggio, Filologia, Giufà e La rimozione di Leonardo Sciascia, edizioni Full Color Sound srl, Roma, 2014

### Videoclip musicali
- Ancora qui di Renato Zero, regia di Alessandro D'Alatri (2009)

### Discografia
- Strikimani, 33 giri (Cinevox) (1979)
- Una serata al cabaret, il monologo "Discoteca", 33 giri (Spinnaker) (1987)